# Vemdalen
Vemdalen est une ville suédoise dans le Comté de Jämtland. La population est de 622 habitants répartie sur 4,010 km2 selon les données de 2020.
Il s'agit également d'une station de sports d'hiver qui a accueilli des compétitions de ski alpin comme la coupe du monde dans les années 1990.